# Rebecca Noldus
Rebecca Noldus (* 12. Juni 1964 in Gilze en Rijen) ist eine niederländische Schriftstellerin.

## Leben
Rebecca Noldus wurde in Gilze en Rijen geboren. Als sie sechs Jahre alt war, zog die Familie in das nahe gelegene Dongen, später nach ’s Gravenmoer. Sie studierte an der Freien Universität Amsterdam (VU) auf Lehramt und schloss ihr Studium mit einem Staatsexamen in den Fächern Niederländischer Sprache und Literatur ab. Sie unterrichtete nach dem Studium Niederländisch als Fremdsprache.

## Werk
Ihre erste Veröffentlichung war 1994 das Sachbuch In mijn gedichten kan ik wonen, Het bouwwerk als metafoor in Nederlandse literatuur, welches in Zusammenarbeit mit der Graphikerin Lucile Moquette von der symbolischen Bedeutung von Bauwerken in der niederländischen Literatur vom 12. Jahrhundert bis in die Gegenwart handelt. Das Buch erschien zum 75. Jubiläum der auf Innenausbau spezialisierten Baufirma Pepping B.V. aus Loon op Zand-Kaatsheuvel. Danach schrieb sie zwei Kinderbücher: Schuilvinken (2002), eine Geschichte über einen Jungen, der aus der Schule flüchtet, weil er dort gehänselt wird – ein Mädchen aus seiner Klasse folgt ihm in ein Haus im Wald – und Apekool & riddereer (2003), ein Märchen über eine Hofnärrin, die Ritter werden will. Ihr größter Erfolg war das Jugendbuch Zeekorts (2006), in deutscher Übersetzung: Meeresfieber. Im 17. Jahrhundert schleicht sich ein Mädchen als blinde Passagierin auf ein Frachtschiff der Niederländischen Ostindien-Kompanie, das nach Asien segelt. Die bittere Armut der niederländischen Bevölkerung und die Grausamkeit der Offiziersklasse im 17. Jahrhundert wird realitätsnah beschrieben. Das Buch wurde für den Thea-Beckman-Preis nominiert, der nach der niederländischen Kinderbuchautorin Thea Beckman (1923–2004) benannt ist und jährlich von der Zeitschrift Historisch Nieuwsblad für das beste historische Jugendbuch vergeben wird.
Im Zentrum ihrer Geschichten sind Mädchen, die ihre Rolle in einer männerdominierten Welt finden müssen.

## Veröffentlichungen
- In mijn gedichten kan ik wonen, Het bouwwerk als metafoor in Nederlandse literatuur. Pepping BV, Kaatsheuvel 1995, ohne ISBN.
- Schuilvinken. Uitgeverij Maretak, Assen 2002, ISBN 90-437-0128-9.
- Apekool & riddereer. Uitgeverij Maretak, Assen 2003, ISBN 90-437-0208-0.
- Meeresfieber. (original: Zeekorts. 2004). Cecilie Dressler Verlag, Hamburg 2007, ISBN 3-7915-1411-3. Übersetzung von Verena Kiefer.